# Look Around (álbum)
| Críticas profissionais | Críticas profissionais |
| Avaliações da crítica  | Avaliações da crítica  |
| Fonte                  | Avaliação              |
| ---------------------- | ---------------------- |
| Allmusic               | [ 2 ]                  |

Look Around é o terceiro álbum de estúdio do grupo Sérgio Mendes & Brasil '66 lançado em março de 1968, pela editora discográfica A&M Records. Este foi o último álbum da formação original do Brasil '66.
Mendes entrou em destaque quando ele executou a canção indicado ao Oscar "The Look of Love" na cerimônia do Academy Awards em março de 1968.
O disco foi gravado nos estúdios Sunset Sound, United Western Recorders e Annex Studios, todos na Califórnia.
A versão do grupo para a canção "The Look of Love" chegou a quarta posição na Billboard Hot 100 e a vice-liderança na Hot Adult Contemporary Tracks.
O álbum foi re-lançado em uma versão remasterizada em 4 de abril de 2000 em formato Compact Disc.

## Faixas
| N.º | Título                               | Compositor(es)                                           | Duração |  |
| 1.  | "With a Little Help from My Friends" | John Lennon, Paul McCartney                              | 2:38    |  |
| 2.  | "Roda"                               | Gilberto Gil, João Augusto                               | 2:26    |  |
| 3.  | "Like a Lover"                       | Dori Caymmi, Nelson Motta, Alan Bergman, Marilyn Bergman | 3:55    |  |
| 4.  | "The Frog (A Rã)"                    | João Donato                                              | 2:45    |  |
| 5.  | "Tristeza (Goodbye Sadness)"         | Norman Gimbel, Haroldo Lobo, Nim Polanetska              | 2:57    |  |
| 6.  | "The Look of Love"                   | Burt Bacharach, Hal David                                | 2:46    |  |
| 7.  | "Pra Dizer Adeus (To Say Goodbye)"   | Edu Lobo, Torquato Neto, Lani Hall                       | 3:08    |  |
| 8.  | "Batucada (The Beat)"                | Marcos Valle, Paulo Sérgio Valle                         | 2:23    |  |
| 9.  | "So Many Stars"                      | Alan Bergman, Marilyn Bergman, Sergio Mendes             | 4:30    |  |
| 10. | "Look Around"                        | Alan Bergman, Marilyn Bergman, Sergio Mendes             | 3:00    |  |

## Créditos

### Performances
- Sérgio Mendes - Órgão, Piano
- Lani Hall - Vocals
- Bob Matthews - Baixo, vocais
- João Palma - Bateria
- John Pisano - Guitarra
- José Soares - Percussão, vocais
- Janis Hansen - Vocais

### Técnicos
- Sérgio Mendes - Arranjador
- Dave Grusin - Arranjador, orquestrador
- Dick Hazard - Arranjador, orquestrador

## Desempenho nas paradas
| Paradas (1968)                          | Melhor posição |
| --------------------------------------- | -------------- |
| Estados Unidos (Billboard 200)          | 5              |
| Estados Unidos (Top Jazz Albums)        | 2              |
| Estados Unidos (Top R&B/Hip Hop Albums) | 16             |

## Certificações
| País                  | Certificação | Data                  | Vendas certificadas |
| --------------------- | ------------ | --------------------- | ------------------- |
| Estados Unidos (RIAA) | Ouro         | 4 de Setembro de 1968 | 500,000*            |